# 交城梨枣
交城梨枣，是中华人民共和国山西省吕梁市交城县的特产梨枣。是中国地理标志产品。

## 特点
交城梨枣为晚熟品种。1997年，获得中国第三届农产品博览会名牌产品。为推广当地农业，山西电影制片厂拍摄《奇珍交城梨枣的栽培》。2005年之后，当地建立大量示范园区，并引入金昌一号、冬枣、赞皇大枣等新品种。2008年，由山西省交城县农业技术推广中心申请，获得中华人民共和国农业部批准，收录入农业部农产品地理标志名录。